# Boulevard de la Libération (Marseille)
Pour les articles homonymes, voir Boulevard de la Libération.
Le boulevard de la Libération ou boulevard de la Libération-Général-de-Monsabert est une voie marseillaise.

## Situation et accès
Très arboré, ce grand boulevard en ligne droite situé dans les 1er, 4e et 5e arrondissements de Marseille relie en ligne droite le centre-ville au carrefour des Cinq-Avenues. La voie prolonge l’axe de la Canebière à partir de l’église des Réformés jusqu’au carrefour des Cinq-Avenues.
C’est une avenue essentiellement commerçante.

## Origine du nom
Le nom de ce boulevard rappelle que du 23 au 28 août 1944, la 3e division d'infanterie algérienne s’avançait par cet axe, alors dénommé « boulevard de la Madeleine », jusqu’en haut de la Canebière, pour libérer la ville.

## Historique
Cette voie s’est appelée auparavant et successivement « cours Sibié », « chemin neuf de la Madeleine » puis « boulevard de la Madeleine », qui tirait son nom du hameau de la Madeleine situé à l’embranchement des chemins des Chartreux et de Saint-Barnabé.
Elle porte son nom actuel, par délibération du conseil municipal en date du 23 juillet 1945, pour honorer la libération de Marseille le 28 août 1944 qui marqua la fin de la bataille de Marseille. Depuis le 27 février 1981 le boulevard porte aussi le nom de l’un de ses artisans, le général Joseph de Goislard de Monsabert devenant « boulevard de la Libération-Général-de-Monsabert ».

## Bâtiments remarquables et lieux de mémoire
- no 172 : école privée Saint-Joseph-de-la-Madeleine.
- no 209 : l'acteur Jules Raimu y a habité (la voie s'appelait alors « boulevard de la Madeleine »)